# Treo 800W
La Palm Treo 800w es un teléfono / PDA ofrecido exclusivamente por Sprint. Es el tercer de Palm con Windows Mobile Treo. La corta vida del dispositivo se debió por el reemplazo del Treo Pro.

## Especificaciones
- Teléfono móvil, modelo CDMA con bandas 800/1900-MHz, con EV-DO Rev.A datos.
- GPS incorporado
- Texas Instruments a 333 MHz
- 128 MB de RAM y 256 MB de almacenamiento flash (~ 170 MB accesible para el usuario)
- Windows Mobile 6.1 Professional
- 4,41 x 2,28 x 0,73 en (112 x 58 x 18,5 mm)
- 4,94 oz (140 gramos)
- 16-bit de color con pantalla táctil TFT de 320x320 pantalla
- Soporta tarjetas MicroSD y MicroSDHC
- Built-In Bluetooth 2.0 EDR
- Cámara de 2 megapíxeles
- 802.11b / g Wi-Fi
- Estándar 1150 mAh, batería recargable de litio-iones
- Puerto de infrarrojos

## Características adicionales
El Treo 800w es el primer teléfono Palm en apoyar A2DP, que permite al usuario transmitir música a un dispositivo compatible de forma inalámbrica mediante Bluetooth.